# Cnemaspis dringi
Cnemaspis dringi är en ödleart som beskrevs av  Das och BAUER 1998. Cnemaspis dringi ingår i släktet Cnemaspis och familjen geckoödlor. Inga underarter finns listade i Catalogue of Life.